# Garde-Ersatz-Division
Die Garde-Ersatz-Division war ein Großverband der Preußischen Armee im Ersten Weltkrieg.

## Gliederung

### Kriegsgliederung 1914
- 1. gemischte Garde-Ersatz-Brigade
  - Brigade-Ersatz-Bataillon 1
  - Brigade-Ersatz-Bataillon 2
  - Brigade-Ersatz-Bataillon 3
  - Brigade-Ersatz-Bataillon 4
  - Garde-Kavallerie-Ersatz-Abteilung Berlin
  - 1. Garde-Feldartillerie-Ersatz-Abteilung
  - 2. Garde-Feldartillerie-Ersatz-Abteilung
  - 1. Ersatz-Kompanie/Garde-Pionier-Bataillon
- 5. gemischte Ersatz-Brigade
  - Brigade-Ersatz-Bataillon 5
  - Brigade-Ersatz-Bataillon 6
  - Brigade-Ersatz-Bataillon 7
  - Brigade-Ersatz-Bataillon 8
  - Garde-Kavallerie-Abteilung Pasewalk
  - Feldartillerie-Ersatz-Abteilung Nr. 38
  - Feldartillerie-Ersatz-Abteilung Nr. 53
  - 1. Ersatz-Kompanie/Pionier-Bataillon Nr. 2
- 17. gemischte Ersatz-Brigade
  - Brigade-Ersatz-Bataillon 17
  - Brigade-Ersatz-Bataillon 18
  - Brigade-Ersatz-Bataillon 19
  - Brigade-Ersatz-Bataillon 20
  - Brigade-Ersatz-Bataillon 77
  - Kavallerie-Ersatz-Abteilung Posen
  - Feldartillerie-Ersatz-Abteilung Nr. 20
  - Feldartillerie-Ersatz-Abteilung Nr. 41

### Kriegsgliederung vom 8. März 1918
- Garde-Ersatz-Brigade
  - 6. Garde-Infanterie-Regiment
  - 7. Garde-Infanterie-Regiment
  - Infanterie-Regiment Nr. 399
  - MG-Scharfschützen-Abteilung Nr. 29
  - 5. Eskadron/2. Garde-Ulanen-Regiment
- Garde-Artillerie-Kommandeur Nr. 6
  - 7. Garde-Feldartillerie-Regiment
  - Fußartillerie-Bataillon Nr. 89
  - Pionier-Bataillon Nr. 501
  - Garde-Nachrichten-Kommandeur Nr. 551

## Geschichte
Die Division wurde bei der Mobilmachung zu Beginn des Ersten Weltkriegs gebildet und im Kriegsverlauf an der West- und Ostfront eingesetzt.

### Gefechtskalender

#### 1914
- 22. August bis 14. September – Schlacht vor Nancy-Épinal
- 17. bis 27. September – Gefecht bei Lagarde
- 28. September bis 22. April 1916 – Kämpfe zwischen Maas und Mosel

#### 1915
- Kämpfe zwischen Maas und Mosel

#### 1916
- bis 22. April – Kämpfe zwischen Maas und Mosel
- 23. Juli bis 21. August – Schlacht um Verdun
- 26. August bis 4. November – Stellungskämpfe zwischen Maas und Mosel
- 05. November bis 15. Dezember – Reserve der OHL
- 16. Dezember bis 14. Januar – Stellungskämpfe vor Verdun

#### 1917
- 14. Januar bis 31. März – Stellungskämpfe in der Champagne
- 31. März bis 12. April – Reserve der OHL
- 12. April bis 7. Mai – Doppelschlacht Aisne-Champagne
- 10. Mai bis 20. Juli – Stellungskämpfe vor Verdun
- 21. bis 26. Juli – Reserve der OHL und Transport nach dem Osten
- 26. Juli bis 15. August – Reserve der Heeresgruppe  Eichhorn
- 16. bis 31. August – Reserve der 8. Armee
- 01. bis 5. September – Schlacht um Riga
- 06. bis 13. September – Reserve der OHL und Transport nach dem Westen
- 14. September bis 9. Oktober – Abwehrschlacht bei Verdun
- 10. Oktober bis 25. Februar – Stellungskämpfe vor Verdun

#### 1918
- - 1. Februar bis 20. März – Kämpfe in der Siegfriedstellung und Vorbereitung auf die Große Schlacht in Frankreich
- 20. März bis 6. April – Große Schlacht in Frankreich
- 07. April bis 16. Mai – Kämpfe an der Ancre, Somme und Avre
- 17. Mai bis 30. Juni – Kämpfe zwischen Arras und Albert
- 01. Juli bis 3. August – Stellungskämpfe bei Reims
- 04. August bis 3. September – Stellungskämpfe an der Vesle
- 09. bis 18. September – Stellungskämpfe im Oberelsass
- 18. September bis 6. Oktober – Stellungskämpfe in Lothringen
  - 28. September bis 17. Oktober – Abwehrschlacht in Flandern
- 18. bis 24. Oktober – Nachhutkämpfe zwischen Yser und Lys
- 25. Oktober bis 1. November – Schlacht an der Lys
- 02. bis 4. November – Nachhutkämpfe beiderseits der Schelde
- 05. bis 11. November – Rückzugskämpfe vor der Antwerpen-Maas-Stellung
- ab 12. November – Räumung des besetzten Gebietes und Marsch in die Heimat

## Kommandeure
| Dienstgrad      | Name                    | Datum                             |
| --------------- | ----------------------- | --------------------------------- |
| Generalleutnant | Reinhold von Twardowski | 2. August 1914 bis 30. April 1916 |
| Generalleutnant | Alfred von Larisch      | 01. Mai 1916 bis 20. Januar 1918  |
| Generalmajor    | Maximilian von Poseck   | 21. Januar 1918 bis 1919          |